# Ptolemaiosz ciprusi király
Ptolemaiosz (görögül Πτολεμαίος, ? – Kr. e. 57), az ókori Ciprus királya az egyiptomi Ptolemaidák közül (uralkodott Kr. e. 80-tól Kr. e. 58-ig), IX. Ptolemaiosz Lathürosz kisebbik törvénytelen fia, XII. Ptolemaiosz Aulétész fivére volt. A rómaiak tőle foglalták el Ciprust.

## Élete
Atyjuk halála után, bár több gyermeket hagyott maga után, Sulla római dictator nyomására nem törvénytelen fia, XII. Ptolemaiosz Neosz Dionüszosz követte, hanem bitorló öccsének, X. Ptolemaiosz Alexandrosznak a fia, XI. Ptolemaiosz (II.) Alexandrosz – igaz, őt hamarosan meggyilkolták, és unokatestvére átvehette a trónt. II. Szótér másik törvénytelen gyermeke ezzel egyidőben Ciprus királya lett.
Bátyjával ellentétben, bár származásuknak és XI. Ptolemaiosz birtokait Rómára hagyó végrendeletének köszönhetően hasonlóan instabil helyzetben volt, nem törekedett minden áron arra, hogy Rómában elismerjék. Ez súlyos hiba volt, és később ennek bizonyult az is, hogy az utóbb néptribunusként jeleskedő Publius Clodiust nem volt hajlandó kiváltani, amikor kilikiai kalózok fogságába esett. Így történt, hogy hazatérve a politikus nyomban agitálni kezdett Ptolemaiosz megbuktatásáért. A senatus határozatot hozott Ciprus megszállásáról, és a feladat végrehajtásával ifjabb Catót bízta meg. Ez utóbbi nagylelkűen felajánlotta a ciprusi uralkodónak, hogy a paphoszi szentély főpapjaként zavartalanul élhet tovább szép jövedelemmel, ha megadja magát. Bár nem álltak rendelkezésére komolyabb erők, Ptolemaiosz az ellenállás mellett döntött, majd látva, hogy minden elveszett, Kr. e. 57-ben öngyilkosságot követett el. Bukása Kr. e. 58-ban fivére egyiptomi trónját is megrendítette, de Aulétész később római segítséggel visszatérhetett országába. Ciprus szigete ettől kezdve római tartomány volt, Cilicia et Cyprus provincia része lett.

## Lásd még
Az Egyiptomtól többször függetlenedő Ciprust a Ptolemaida dinasztia több más tagja is uralta az idők folyamán:
- Ptolemaiosz Eupatór, VI. Ptolemaiosz Philométór idősebbik fia (Kr. e. 152–150)
- VII. Ptolemaiosz Neosz Philopatór, VI. Ptolemaiosz Philométór kisebbik fia, aki valószínűleg csak Cipruson uralkodott, de egyiptomi királyként számozzák (Kr. e. 145–144)
- VIII. Ptolemaiosz Euergetész egyiptomi király, aki lázongó alattvalói és őket vezető felesége, II. Kleopátra elől keresett menedéket a szigeten (Kr. e. 131–124)
- X. Ptolemaiosz Alexandrosz, az előbbi fia, IX. Ptolemaiosz Szótér öccse. Mielőtt elűzte volna bátyját, édesanyjuk, III. Kleopátra megszerezte számára Ciprust (Kr. e. 110–107)
- IX. Ptolemaiosz Lathürosz, az előbbi fivére, miután elűzték egyiptomi trónjáról, a korábban bátyja által uralt szigeten rendezkedett be, és innen tért vissza annak bukásakor (Kr. e. 107–88)